# Urophora stigma
Urophora stigma är en tvåvingeart som först beskrevs av Friedrich Hermann Loew 1840.  Urophora stigma ingår i släktet Urophora och familjen borrflugor. Enligt den finländska rödlistan är arten nära hotad i Finland. Arten är reproducerande i Sverige. Artens livsmiljö är friska gräsmarker. Inga underarter finns listade i Catalogue of Life.